# Thèbe
Thèbe – miejscowość i gmina we Francji, w regionie Oksytania, w departamencie Pireneje Wysokie.
Według danych na rok 1990 gminę zamieszkiwały 54 osoby, a gęstość zaludnienia wynosiła 7 osób/km² (wśród 3020 gmin regionu Midi-Pireneje Thèbe plasuje się na 1009. miejscu pod względem liczby ludności, natomiast pod względem powierzchni na miejscu 1271.).